# Jacopo del Sellaio

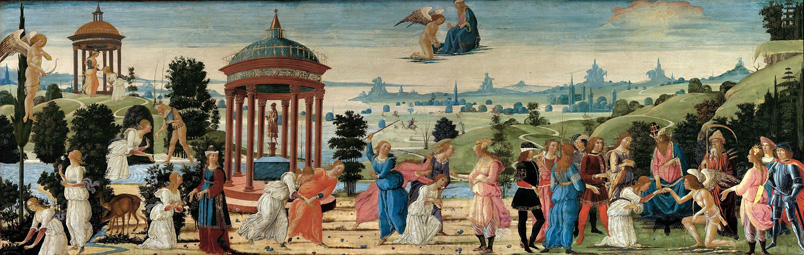
Historia de Cupido y Psyché, temple sobre tabla, colección privada.

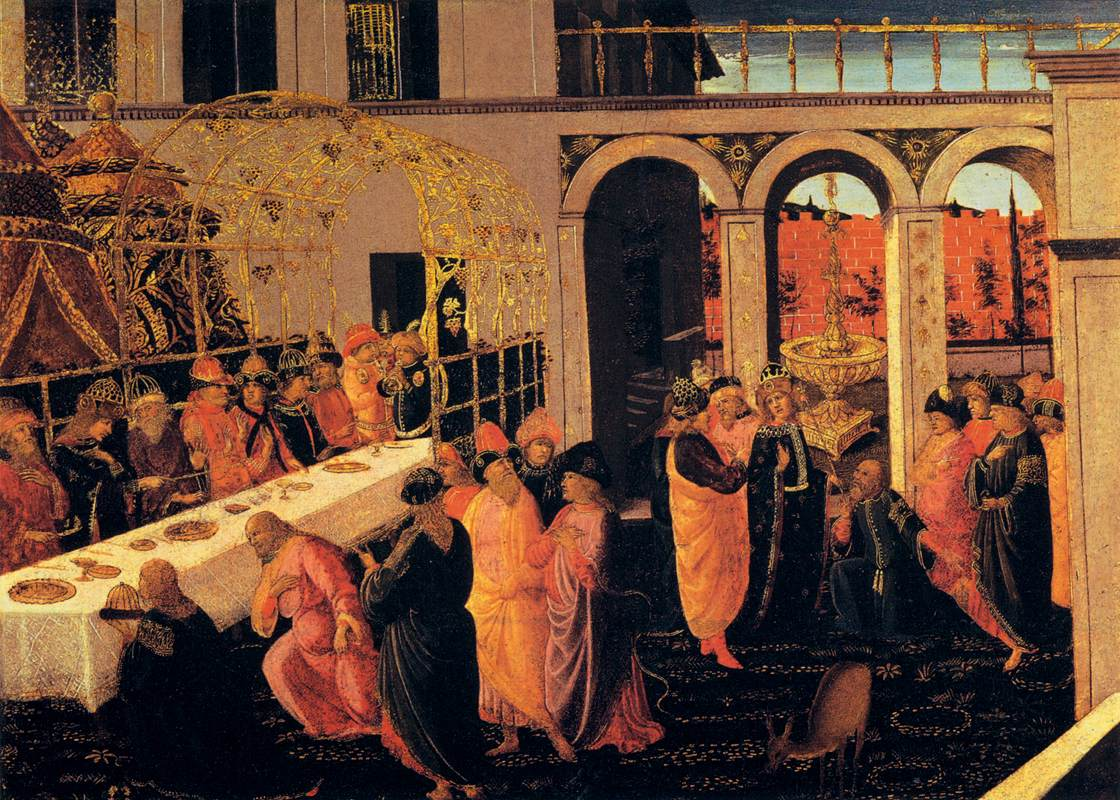
Banquete de Asuero, temple sobre tabla, 81 x 44 cm, Florencia, Uffizi.

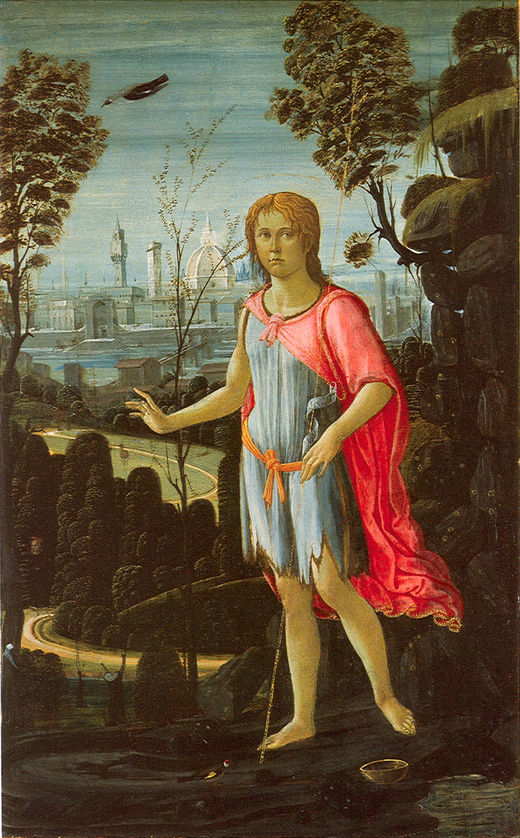
San Juanito, óleo sobre tabla, 52 x 32,8 cm, Washington, National Gallery of Art.

Jacopo di Arcangelo di Jacopo, conocido como Jacopo del Sellaio (Florencia, 1441 - Florencia, 12 de noviembre de 1493), fue un pintor renacentista italiano.

## Biografía
El apodo de Sellaio (talabartero o guarnicionero) lo debe al oficio de su padre Arcangelo. A él le debemos la primera noticia cierta de Jacopo, pues en 1446 lo menciona en el catastro como niño de cinco años.
Jacobo se formó como artista bajo la dirección de Fra Filippo Lippi. En su taller tuvo como compañero a Sandro Botticelli, cuyo estilo le influiría durante el resto de su trayectoria. En 1460 se inscribió como miembro de la Compagnia di San Luca. En 1473 está documentado que compartía taller en la plaza de San Miniato con otro pintor, Filippo di Giuliano. Durante su carrera se asociaría con otros artistas para realizar encargos diversos, entre ellos Zanobi di Domenico o Biagio d'Antonio (Casone Nerli, 1472).
Aunque realizó encargos de cierta envergadura (Crucifixión con San Lorenzo, 1490), su especialidad fueron las obras devocionales de pequeño formato y la decoración de cassoni, un tipo de rica arca realizada con fines nupciales. Han sobrevivido muchas de estas piezas que, aunque no documentadas por el mismo carácter del encargo, denotan claramente el estilo de Jacopo, de suave paleta cromática claramente deudora de la manera de pintar de Botticelli.
Su hijo Arcangelo di Jacopo del Sellaio continuó con el negocio familiar, aunque con un talento más discreto.

## Obras destacadas
- Esther ante Asuero (c. 1470, Szépmûvészeti Múzeum, Budapest)
- Virgen con el Niño (c. 1470, Galleria Franchetti, Ca' d'Oro, Venecia)
- Cassone Nerli (1472, Courtauld Institute of Art, Londres)
- Historia de Cupido y Psyché (1473, Fitzwilliam Museum, Cambridge)
- Virgen y Angel de la Anunciación (1477, Santa Lucia dei Magnoli, Florencia)
- Orfeo y Eurídice (c. 1480, Museum Boijmans van Beuningen, Róterdam)
- San Juan Bautista (c. 1480, National Gallery of Art, Washington)
- Deposición (c. 1480-1490, Galería de la Academia, Florencia)
- Triunfos (1480-1485, Museo Sacro, Fiesole)
  - Triunfo del Tiempo
  - Triunfo del Amor
  - Triunfo de la Eternidad
  - Triunfo de la Modestia
- San Juan Bautista (1485, Szépmûvészeti Múzeum, Budapest)
- Virgen con el Niño, San Juanito y ángel (1485, Fine Arts Museum, San Francisco)
- Crucifixión con San Lorenzo (1490, San Frediano in Cestello, Floerencia)
- San Jerónimo en el desierto (c. 1490, colección particular)
- Banquete de Asuero (c. 1490, Uffizi, Florencia)
- Banquete de la reina Vasti (c. 1490-1493, Uffizi, Florencia)
- Deposición con Santiago, San Francisco, San Miguel Arcángel y María Magdalena (1491-1494, Galería de la Academia de Florencia.